# 海姆 (挪威)
海姆（挪威語：Heim）是挪威特伦德拉格郡的市镇，行政中心为许克赛特勒拉村。市镇面积为1,024.56平方公里，2023年时人口数量为5,880人。
该市镇成立于2020年1月1日，由原海姆內和哈爾薩两市镇及斯尼爾菲尤爾市镇部分区域合并而成。合并前哈尔萨市镇隶属于默勒-鲁姆斯达尔郡。合并后的海姆市镇隶属于特伦德拉格郡。